# Скобелева, Феодосия Павловна
Феодосия Павловна Скобелева (1912—2008) — советский работник сельского хозяйства, телятница, Герой Социалистического Труда.

## Биография
Родилась в 1912 году в хуторе Варламов ныне Советского района Ростовской области.
В 1933 году Феодосия Павловна из хутора Варламова перешла в совхоз «Чирский», где стала работать дояркой, а с 1938 года — телятницей. В 1960 году она была переведена в животноводческий профилакторий (уход за маленькими телятами). За 1965 год вырастила 325 телят, каждый из которых в сутки прибавлял в весе по 900 граммов. Всего к 1966 году ею было выращено 5000 телят.
В 1973 году, после выхода на пенсию, переехала на постоянное место жительства в город Зерноград. Почетный житель города Зернограда.

## Награды
- Указом Президиума Верховного Совета СССР от 22 марта 1966 года за достигнутые успехи в развитии животноводства, увеличении производства и заготовок мяса, молока, яиц, шерсти и другой продукции телятнице совхоза Чирский Феодосии Павловне Скобелевой было присвоено звание Герой Социалистического Труда с вручением ордена Ленина и золотой медали «Серп и Молот».
- Также награждена медалями.